# Platyura bezzii
Platyura bezzii är en tvåvingeart som först beskrevs av Gabriel Strobl 1909.  Platyura bezzii ingår i släktet Platyura och familjen platthornsmyggor. Inga underarter finns listade i Catalogue of Life.